# Iagnilo, Varna
Iagnilo (în bulgară Ягнило) este un sat în comuna Vetrino, regiunea Varna,  Bulgaria. 

## Demografie
Componența etnică a satului Iagnilo
     Romi (5,11%)
     Turci (5,11%)
     Bulgari (65,35%)
     Nicio identificare (22,83%)
     Altele (1,57%)
La recensământul din 2011, populația satului Iagnilo era de 254 locuitori. Din punct de vedere etnic, majoritatea locuitorilor (65,35%) erau bulgari, existând și minorități de romi (5,11%) și turci (5,11%). Pentru 22,83% din locuitori nu este cunoscută apartenența etnică.